# Turó de Coma Calent
El Turó de Coma Calent és una muntanya de 1.483 metres que es troba al municipi de Castellar de n'Hug, a la comarca catalana del Berguedà.